# Ducato di Estonia
Il Ducato di Estonia (in lingua danese Hertugdømmet Estland in lingua latina Ducatus Estonie), conosciuto anche come Estonia Danese, è stato un dominio diretto (dal latino Dominium directum) dei re di Danimarca dal 1219 al 1346 quando venne venduto all'Ordine Teutonico e divenne parte dello Ordenstaat.
Fra il 1559 ed il 1645, una parte dell'Estonia ridivenne danese, sia per conquiste fatte durante la guerra di Livonia, sia per l'acquisizione dei territori venduti ai danesi dal vescovo di Ösel. Queste terre formarono la provincia danese di Ösel.

## Storia

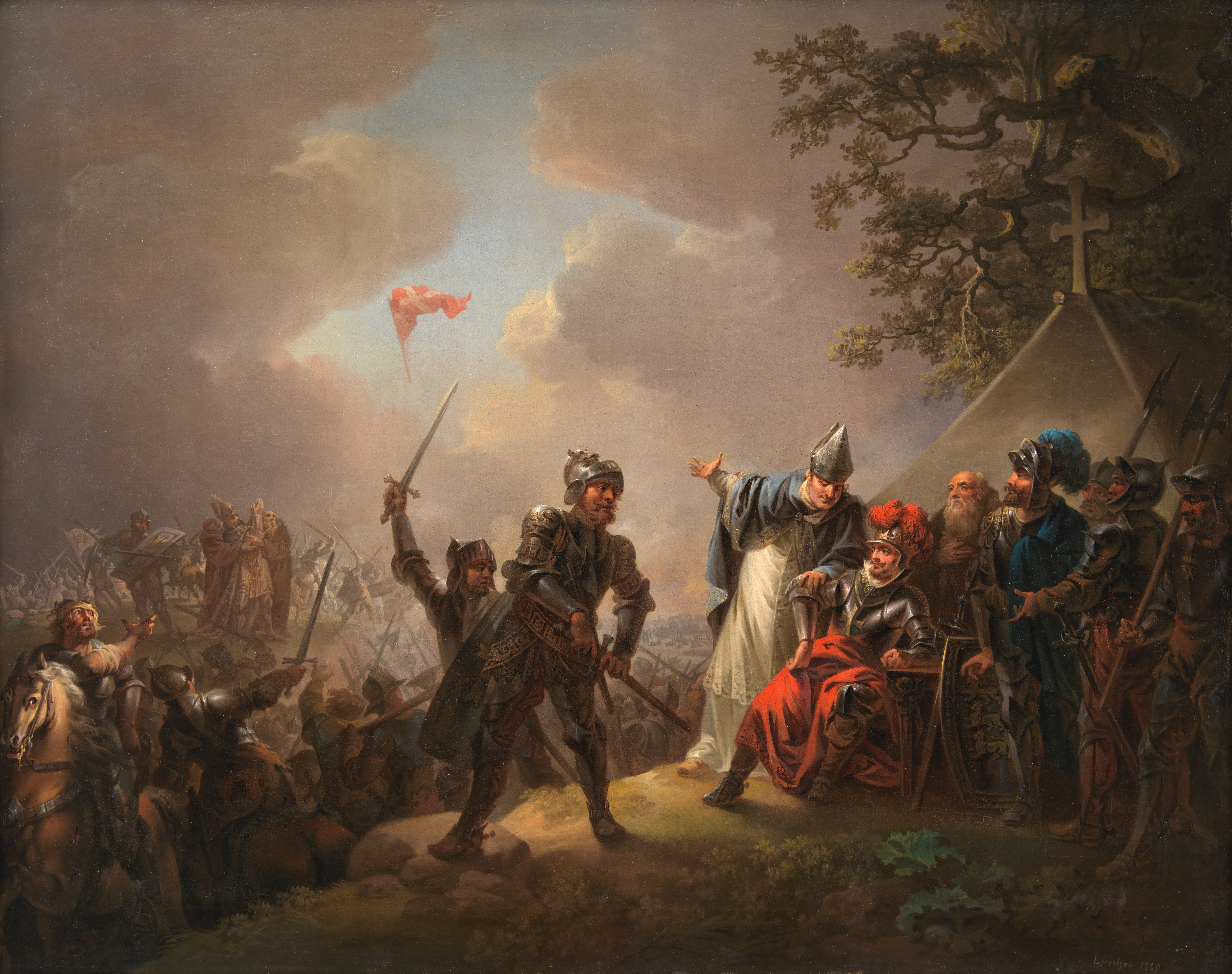
Bandiera della Danimarca, secondo una leggenda caduta dal cielo nel 1219, durante la battaglia di Lyndanisse.

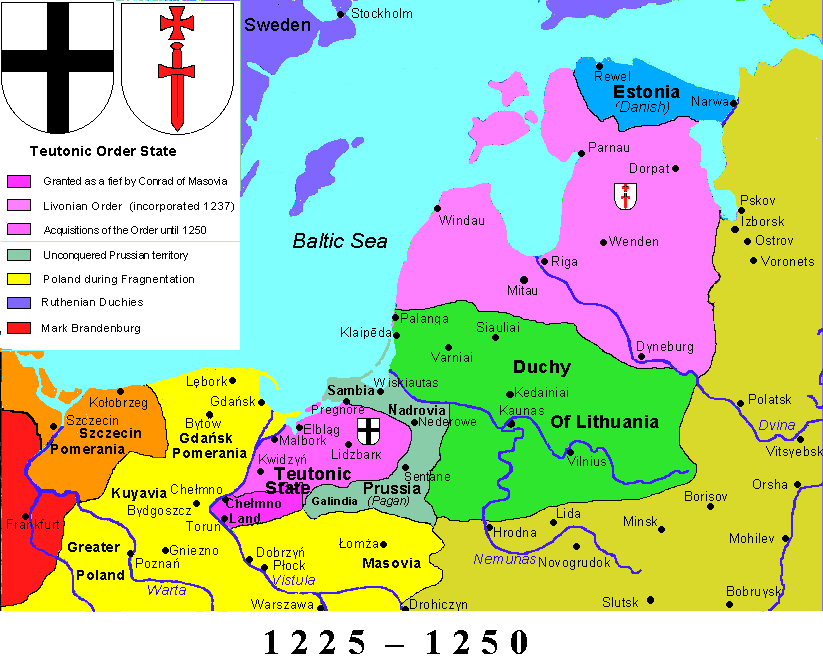
Estonia Danese e Stati Teutonici nel 1250

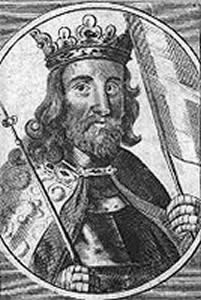
Valdemaro II di Danimarca

Durante la crociata livoniana del 1218, il Papa Onorio III diede al re Valdemaro II carta bianca per l'annessione di tutte le terre che egli potesse conquistare in Estonia. Mentre Alberto di Riga, il capo dei crociati teutonici, combatteva gli estoni da sud, rese visita al re e gli chiese di attaccare gli estoni da nord.
Nel 1219, Valdemaro radunò la sua flotta e si unì alle forze del Principato di Rugia comandate dal principe Wizlav di Rügen e sbarcarono nelle coste nord dell'Estonia Lyndanisse (ora Tallinn), porto nella provincia di Revala. Secondo la leggenda, la bandiera della Danimarca (Dannebrog) nacque in quel tempo cadendo dal cielo nel momento cruciale della lotta e aiutò i danesi a vincere la battaglia di Lyndanisse contro gli estoni. La data della battaglia, 15 giugno, è ancora celebrata come Valdemarsdag ("giorno della bandiera") in Danimarca ai nostri giorni.
L'Ordine dei Fratelli della spada aveva conquistato il sud dell'Estonia mentre la Danimarca aveva preso il nord, ed i due Stati convennero di dividersi l'Estonia, ma litigarono sulla individuazione dei confini territoriali. Nel 1220 il re di Danimarca accettò di cedere le province meridionali estoni di Sakala e Ugaunia, che erano state già conquistate dai Fratelli della spada, mentre Alberto cedette alla Danimarca le province estoni di Harria, Vironia e Jerwia.
Nel 1227 i cavalieri portaspada conquistarono tutti i territori danesi del nord Estonia. Dopo la loro sconfitta alla battaglia di Šiauliai, i membri superstiti si unirono all'Ordine Teutonico di Prussia nel 1237. Il 7 giugno 1238 l'Ordine Teutonico concluse il trattato di Stensby, presso la fortezza reale di Zealand con il re danese Valdemaro II. Secondo il trattato, Jerwia passava all'Ordenstaat ed Harria e Vironia venivano cedute al re di Danimarca come dominio diretto del Ducato di Estonia. Il primo duca di Estonia divenne Valdemaro II nel 1220, titolo che venne ripreso dai re di Danimarca dal 1269.
Grazie allo status di possesso personale del re, il Ducato di Estonia venne incluso nell'elenco nazionale danese della tassazione Liber Census Daniæ (in danese Valdemar Sejrs Jordebog) (1220–41), un importante documento geografico e storico. La lista contiene circa 500 nomi di luoghi estoni e i nomi di 114 vassalli locali.
La capitale dell'Estonia danese divenne Reval (Tallinn), fondata nella località di Lyndanisse dopo l'invasione del 1219. I danesi costruirono la fortezza di Castrum Danorum sulla collina di Toompea. Gli estoni chiamano ancora oggi la loro capitale "Tallin", che secondo una leggenda metropolitana deriva da Taani linna (città danese o castello). Reval ebbe la concessione del diritto di Lubecca (1248) ed entrò nella Lega Anseatica. Ancora oggi, l'influenza danese può essere vista in simboli araldici, come nello stemma della città di Tallinn, dove si trova uno scudo con la croce danese; mentre nello stemma estone vi sono tre leoni simili a quelli presenti nello stemma danese.
Nel 1240 Valdemaro II creò il Vescovado di Reval, ma in contraddizione con il diritto canonico si riservò il diritto di nominare vescovo di Reval, se stesso ed i suoi successori re di Danimarca. La decisione di nominare personalmente i vescovi di Reval era unica in tutta la Chiesa cattolica del tempo e venne contestata dai vescovi e dal papa. Durante l'epoca, l'elezione dei vescovi non è mai stata fatta a Reval ed il diritto reale di nominare i vescovi venne incluso nel trattato quando i territori vennero venduta all'Ordine Teutonico nel 1346.
Menzionato per la prima volta nel 1240, il ducato venne governato localmente da un viceré (in latino capitaneus) nominato dal re e con funzioni di suo plenipotenziario. Il viceré aveva poteri amministrativi, incassava le tasse e comandava i vassalli e l'esercito in caso di guerra. La maggior parte dei viceré erano danesi o estoni di nazionalità danese.
In Vironia, il centro principale del potere era a Wesenberg (Rakvere) e Narva, costruite sui siti delle antiche fortezze estoni di Rakovor e Rugodiv (secondo quanto riportano gli scritti nell'antica lingua slava orientale). Wesenberg ebbe concesso il diritto di Lubecca nel 1302 da re Erik Menved. Narva li ricevette nel 1345.
I vassalli del re danese ricevevano i feudi per Dominum utile in cambio di servizi militari e di corte. Il giuramento dei vassalli di un nuovo re doveva essere fatto di un "anno e un giorno". La maggior parte dei vassalli, l'80% , erano tedeschi della Westfalia, il 18% erano dani e il 2% estoni (Clemens Esto, Otto Kivele, Odwardus Sorseferæ etc.) Il cronista Ditleb Alnpeke (1290) si lamenta che il re di Danimarca accettava estoni come suoi vassalli. La regola danese era più liberale in questo senso, visto che nei territori conquistati dai Fratelli della spada (nel frattempo divenuti noti col nome di Ordine di Livonia) non era consentito ai nativi di diventare signori dei feudi. Nel 1248, i vassalli e borgomastri di Reval avevano già un loro corpo legislativo locale, ritterschaft.
L'esercito danese visitava la provincia di tanto in tanto. Nel 1240-42, la Danimarca entrò in guerra contro la Repubblica di Novgorod e cercò di estendere il suo dominio sulla terra dei votiani. Re Valdemaro inviò i suoi figli Abele e Canuto a sostenere la campagna dei suoi vassalli, ma non ottenne alcun nuovo territorio. Il re danese Eric IV visitò l'Estonia nel 1249 e la flotta danese salpò per Reval nel 1268 e nel 1270 per rispondere alle minacce di Russia e Lituania.
Nell'agosto del 1332 morì il re Cristoforo II di Danimarca e la Danimarca cadde nel caos politico. La provincia in Estonia venne divisa tra il partito filo-danese, guidato dal vescovo Olaf di Reval, e il partito filo-tedesco guidato dal capitano Marquard Breide. Dopo che gli estoni di Harria si ribellarono a seguito della rivolta della notte di San Giorgio del 1343, l'Ordine Teutonico occupò i territori. Il rovesciamento del governo danese avvenne 2 giorni dopo che l'Ordine aveva sconfitto la rivolta estone e che il viceré danese fu imprigionato in collaborazione con i vassalli filo-tedeschi. I castelli di Reval e Wesenberg vennero consegnati all'Ordine dal partito filo-tedesco il 16 maggio 1343 e il castello di Narva nel 1345. Nel 1346 i territori estoni di Harria e Vironia vennero venduti, per 19.000 Köln marchi all'Ordine Teutonico, ignorando la promessa fatta da Christoforo II, nel 1329, di non abbandonare o vendere mai i propri territori estoni. Il re di Danimarca fece anche una dichiarazione pubblica di pentimento per aver infranto la promessa e chiese perdono al Papa. Il passaggio di sovranità dalla Danimarca all'Ordine Teutonico ebbe luogo il 1º novembre 1346.
Nel 1559, durante la guerra di Livonia il vescovo di Ösel-Wiek in Vecchia Livonia alienò le sue terre a Federico II di Danimarca per trentamila talleri. Il re danese dette questi territori al suo fratello minore Magno, che sbarcò a Saaremaa con un'armata nel 1560. L'intera Saaremaa divenne un possedimento danese nel 1573, e tale rimase fino a quando non fu ceduta alla Svezia nel 1645. Fino ad allora questa parte di Estonia tornò ad essere governata come provincia danese di Ösel.

### Viceré
- ? 1240-1248
- Saxo Aginsun 1248–49
- Stigot Agison 1249
- Saxo 1254–57
- Jakob Ramessun 1259
- Woghen Palissun 1266
- Siverith 1270
- Eilard von Oberch 1275–1279
- Odewart Lode 1279–1281
- Letgast 1285
- Friedrich Moltike 1287
- Johann Sialanzfar 1288
- Nils Axelsson 1296
- Nikolaus Ubbison 1298
- Johann Saxesson 1304
- Johannes Canne 1310
- Ago Saxisson 1312–1313
- Heinrich Bernauer 1313–1314
- Johannes Kanna 1323
- Heinrich Spliit 1329
- Marquard Breide 1332–1335
- Konrad Preen July 1340 – May 1343
- Bertram von Parembeke 1343
- Stigot Andersson 1344–1346

## Governatori di Ösel
- Heinrich Wulf 1562–1567
- Klaus von Ungern zu Dalby 1573–1576
- Johann von Mentz 1576–1584
- Mathias Budde 1584–1587
- Claes Maltesen Sehested 1599–1612
- Nils Kraggen 1612–15
- Jakob Wacke 1615–35
- Anders Bille 1635–43
- Ebbe Ulfeld 1643–45